# Krążowniki ciężkie typu Suffren
Krążowniki typu Suffren – seria czterech francuskich ciężkich krążowników, okresu międzywojennego i II wojny światowej. Były najliczniejszymi francuskimi okrętami tej klasy. Poszczególne okręty różniły się nieco charakterystykami, uzbrojeniem przeciwlotniczym a przede wszystkim opancerzeniem.

## Historia powstania
Krążowniki typu Suffren należały do pierwszego pokolenia krążowników ciężkich, która to klasa powstała na skutek wprowadzenia limitów wielkości okrętów i kalibru dział przez traktat waszyngtoński z 1922. Okręty typu Suffren stanowiły w pewnym stopniu rozwinięcie pierwszych francuskich krążowników ciężkich typu Duquesne, lecz powstały według innej koncepcji. W przeciwieństwie do praktycznie nieopancerzonych okrętów typu Duquesne, w których nacisk położony był na prędkość i dobre własności morskie, okręty typu Suffren otrzymały umiarkowane opancerzenie, zachowując przy tym bardzo dobre własności morskie i dość wysoką prędkość. Masa pancerza na okrętach typu przy tym stopniowo wzrastała, od 951 na „Suffren” do 1533 ton na ostatnim „Dupleix”. Okręty zbudowano w stoczni marynarki Arsenal de Brest w Breście.

Krążownik Suffren (1927)

| Nazwa     | Położenie stępki | Wodowanie  | Wejście do służby | Los               |
| --------- | ---------------- | ---------- | ----------------- | ----------------- |
| „Suffren” | 17.04.1926       | 03.05.1927 | 01.01.1930        | wyc. 01.10.1947   |
| „Colbert” | 12.06.1927       | 20.04.1928 | 04.05.1931        | zatop. 21.11.1942 |
| „Foch”    | 21.06.1928       | 24.04.1929 | 15.09.1931        | zatop. 21.11.1942 |
| „Dupleix” | 14.11.1929       | 09.10.1930 | 20.07.1932        | zatop. 21.11.1942 |

## Opis
Okręty typu Suffren miały kadłub podobny do typu Duquesne, z podniesionym pokładem dziobowym, na ok. ⅛ długości. Miały też łukowato wygiętą dziobnicę, natomiast odróżniały się kształtem rufy. Również ich cechą charakterystyczną były burty przechodzące w ściany dolnego piętra nadbudówki dziobowej. Dzięki dużym rozmiarom i wysokim burtom, miały one bardzo dobrą dzielność morską, podobnie jak okręty typu Duquesne.